# هوف-دلند ال‌بی-۱
هوف-دلند ال‌بی-۱ (به انگلیسی: Huff-Daland_LB-1) یک هواگرد ملخ‌پیشین تک‌موتوره از نوع   هواپیمای دوباله بمب‌افکن ساخت شرکت Huff-Daland است. هواگرد هوف-دلند ال‌بی-۱ نخستین پروازش را در ۱۹۲۳ میلادی انجام داد. این هواگرد در سال ۱۹۲۳ میلادی رسماً معرفی گردید. در مجموع، تعداد ۱۰ فروند از این هواگرد ساخته شده‌است.